# 하이라이프
하이라이프(영어: Highlife)는 20세기 초 가나에서 유래된 음악 장르이다. 그것은 전통적인 아칸 음악의 멜로디와 주 리듬 구조를 사용하지만, 서양 악기로 연주된다.